# Симеон Балтић
Симеон Балтић (Земун, 1729 — Гомирје, после 1780) био је српски монах и сликар.  

## Биографија
Симеон Балтић је као хоповски монах побегао 1756. са јеромонахом Павлом Михајловићем и ђаконом Григоријем побегао у Кијев да учи сликарство.
Тамо је срео Теофила Алексића, игумана манастира Гомирје, који га је, као искусног мајстора, позвао да пође с њим у Гомирје и отвори сликарску радионицу. Дошавши у Гомирје, насликао је око 1764. са сарадницима иконостас и низ целивајућих икона за манастирску цркву. Радио је с ученицима за многе српске цркве у Горском Котару, Лици и Кордуну, те се њихови многобројни иконописни радови из Плашког, Залужнице, Шкара, Швице, Старог Села, Брлога и Прокике убрајају у дела Гомирске школе. 1763. се као Балтићеви ученици помињу Лука Никшић, Јован Грбић и Ђорђе Мишљеновић.
Последњи Балтићеви радови су четири иконе сликане 1780. за српску цркву у Перјасици. Традиционалним обрасцима његово иконописање знатно се разликује од тада савремених барокних схватања, а композиције и појединачни ликови су мирни и статични, без барокне узнемирености и патетике. Утицаји нових уметничких настојања огледају се у извесној пластичности облика у приказивању густих набора одеће и њихових украса, те у покушају перспективног сликања простора. Општа је оцена да је његово сликарство у духу руско-византијске, кијевопечерске школе, чији је био ђак.